# Apanteles guierae
Apanteles guierae är en stekelart som beskrevs av Jean Risbec 1951. Apanteles guierae ingår i släktet Apanteles och familjen bracksteklar. Inga underarter finns listade i Catalogue of Life.